# Kleinfleisch
Als Kleinfleisch bezeichnet man verschiedene Teile von Schweinefleisch. Neben Spitzbein, Schnauze, Schweineohr, fleischtragenen Brustknochen, Rippen (Schälrippchen, Brustspitze, Spareribs) und Wirbelknochen sowie Schweineschwanz. Die Zusammenstellung aus Kalbfleisch nennt man Kalbskleinfleisch.